# Moshend
Moshend (persiska: مشند) är en ort i Iran.   Den ligger i provinsen Gilan, i den nordvästra delen av landet, 400 km nordväst om huvudstaden Teheran. Moshend ligger 587 meter över havet och antalet invånare är 624.
Terrängen runt Moshend är kuperad österut, men västerut är den bergig. Runt Moshend är det ganska tätbefolkat, med 230 invånare per kvadratkilometer. Närmaste större samhälle är Āstārā, 16,6 km öster om Moshend. I omgivningarna runt Moshend växer i huvudsak blandskog.